# 中島みち

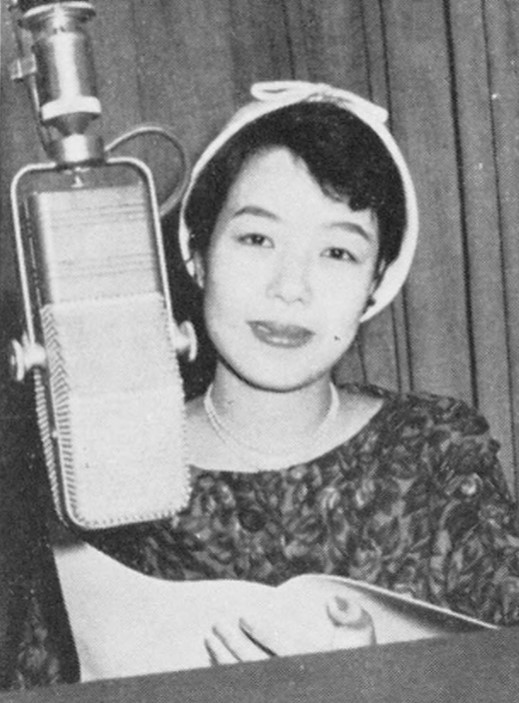
中島みち（1962年）

中島 みち（なかじま みち、1931年2月10日 - 2015年10月29日）は、日本のノンフィクション作家。本名、高橋 道（たかはし みち）。旧姓、中島（なかじま）。

## 人物・経歴
京都府京都市出身。1948年、東京都立武蔵高等女学校卒業。東京女子大学英文科卒業。1953年2月に大学卒業後、当時のラジオ東京（現在のTBS）にアナウンサー2期生として入社。1958年12月にラジオ東京を退社。1959年1月、ラジオ東京と嘱託契約しタレントアナ第二号に（中島道名義）。1970年に中央大学大学院法学研究科（刑事法専攻）修士課程修了。同年乳がん手術を機に医療の質や安全について関心を持って作家活動を始め、一貫して患者の立場から医療改革を訴え、医療に法律が関わる問題とその接点となる諸問題、医療制度、安楽死、がんの告知、臓器移植、尊厳死など生命倫理の問題医療に関する問題をテーマした作品の執筆、訳書、評論活動が多く、脳死の状態を「見えない死」と紹介するなど、医療現場が直面する課題を社会に投げかけたり、看護の日を発案し制定を呼びかけた。1975年に第1回ジュニア・ノンフィクション文学賞受賞、1994年には第42回菊池寛賞を受賞した他、日本医療機能評価機構評議員、日本訪問看護振興財団理事なども歴任。
2015年10月29日に慢性呼吸不全のため東京都稲城市の病院で死去した。84歳没。
夫は元TBS報道局次長の高橋照明。長男はTBS記者の高橋一世（1961年1月21日 - ）。

## 著書
- 『誰も知らないあした ガン病棟の手記』（中島道）時事通信社　1972　のち文春文庫
- 『クワガタクワジ物語』（1974年、筑摩書房、2002年に偕成社文庫）
- 『灰色の奇跡 あるガンワクチンの真実』講談社　1978
- 『がん病棟の隣人』毎日新聞社　1981　のち文春文庫
- 『悔いてやまず』毎日新聞社　1982　「悔いてやまず ガンで逝った夫」文春文庫
- 『見えない死 脳死と臓器移植』文芸春秋　1985
- 『日中戦争いまだ終らず マレー「虐殺」の謎』文芸春秋　1991
- 『新々・見えない死 脳死と臓器移植』文芸春秋　1994
- 『「脳死時代」の生き方と死に方 臓器移植、ガン告知、尊厳死 対話』時事通信社　1994
- 『奇跡のごとく 患者よ、がんと闘おう』文藝春秋　1999　「がん・奇跡のごとく」文春文庫
- 『患者革命 納得の医療納得の死』2002　岩波アクティブ新書
- 『脳死と臓器移植法』（2000年、文春新書）
- 『患者革命－納得の医療　納得の死』（2002年、岩波アクティブ新書）
- 『がんと戦う、がんから学ぶ、がんと生きる』（2003年、文春文庫）
  - 「誰も知らないあした」「がん病棟の隣人」「悔いてやまず」の合本
- 『「尊厳死」に尊厳はあるか－ある呼吸器外し事件から』（2007年、岩波新書）

## 翻訳
- ペギー・アンダーソン『ナース ガン病棟の記録』時事通信社　1981
- バーバラ・ハットマン『コード・ブルー 緊急蘇生処置』時事通信社　1984
- ドミニク・ラピエール『愛より気高く エイズと闘う人々』飛鳥新社　1993

## 出演番組
- 連続小説（1954年、TBSラジオ）[7][8]
- ラジオこどもコンクール（1955年、TBSラジオ）[7][8]
- こども音楽コンクール（1956年、TBSラジオ）[7][8]
- ウエスタン・ヒット・パレード（1956年、TBSラジオ）[8]
- ウエスタンのど自慢（TBSラジオ）[8]
- 婦人スクール（1957年、TBSテレビ）[8][8]